# Rositsa (biflöde till Jantra)
Rositsa (bulgariska: Росица) är ett vattendrag i Bulgarien. Det ligger i den centrala delen av landet, 200 km öster om huvudstaden Sofia.
Trakten runt Rositsa består till största delen av jordbruksmark. Runt Rositsa är det ganska tätbefolkat, med 139 invånare per kvadratkilometer.